# Umineko no Naku Koro ni
Umineko no Naku Koro ni (japanisch うみねこのなく頃に, deutsch „Wenn die Möwen schreien“), Untertitel: When They Cry 3, ist eine Dōjin-Sound-Novel-Reihe, die von 07th Expansion erstellt wurde. Das erste Spiel der Reihe, Legend of the golden witch, wurde auf dem Comiket 72 am 17. August 2007 für den PC veröffentlicht. Sie ist der dritte Titel einer Reihe von Spielen, deren Vorgänger Higurashi no Naku Koro ni und Higurashi no Naku Koro ni Kai waren.
Im Zentrum der Sound Novel steht eine Gruppe von 18 Personen, die auf einer einsamen Insel auf die Verteilung des Familienerbes hofft. Innerhalb von zwei Tagen kommen jedoch die meisten von ihnen auf mysteriöse Weise um oder verschwinden spurlos. Das Ziel des Spieles ist es, die Ursache der Morde herauszufinden und zu klären, ob diese menschlichen oder übernatürlichen Ursprungs sind, da einer Legende nach das Erbe und der Reichtum der Familie (10 Tonnen Gold) von einer Hexe erschaffen wurde.
Die Spielereihe wurde durch mehrere weitere Medien adaptiert, die auf dem groben Handlungsrahmen des Spiels aufbauen. Dazu gehören vier Manga-Serien und eine Anime-Fernsehserie.

## Spielmechanik
Umineko no Naku Koro ni wird von 07th Expansion als „Sound Novel“ beschrieben. Diese Bezeichnung ist insofern korrekt, da das Spiel nahezu vollständig aus geschriebenen Dialogen besteht und die visuelle Darstellung des Geschehens im Hintergrund steht. Stattdessen versuchen Spiele dieser Art den Leser mit Hilfe der Handlung, atmosphärischer Musik und passenden Soundeffekten in den Bann zu ziehen. Die Grafik der ursprünglichen Spiele der Reihe ist sehr einfach gestaltet und verfügte über keine Sprachausgabe der Charaktere.
Der Bezeichnung „Spiel“ ist hier insofern irreführend, als dass es, anders als bei anderen Produkten dieses Genres sonst üblich, keinerlei interaktive Elemente gibt. Die Handlung verläuft vollkommen linear, es werden jedoch in einem TIPS-Modus weitere Hintergrundinformationen zur Verfügung gestellt. Diese Hinweise können über das spielinterne Menü aufgerufen werden und vervollständigen sich selbsttätig mit fortschreitender Handlung. Sie enthalten teilweise wertvolle Kenntnisse, die zur Lösung der Geheimnisse des Spiels beitragen, oder geben einfach nur weitere Beschreibungen zu den Charakteren, die vielleicht interessant zu lesen sein mögen, dem Spieler aber nicht weiterhelfen. Das eigentliche Ziel des Spiels ist es dabei, Kombination aus Fragen und Antworten zu finden, sodass der wahre Mörder jedes einzelnen Kapitels entlarvt wird und letztlich zu einem Szenario geführt wird, in dem alle Beteiligten überleben. Dieses Konzept ist mit dem des Vorgängers Higurashi no Naku Koro ni vergleichbar, in dem sich ebenfalls eine fast gleiche Ausgangssituation immer wieder anders weiterentwickelt und nur Schritt für Schritt die wahren Hintergründe zum Vorschein kommen.
Als „Bonus-System“ werden in dem Spiel mehrere zusätzliche Dialoge bereitgestellt, die nach erfolgreichem Abschluss eines Kapitels oder Szenarios freigeschaltet werden. Hat der Spieler alle Szenarien vollständig absolviert, erscheint im Hauptmenu ein Music-Box-Abschnitt, der es dem Spieler ermöglicht, jede einzelne im Spiel verwendete Hintergrundmusik unabhängig von der aktuellen Spielszene abzuspielen.

## Handlung
Die Haupthandlung des Spiels findet im Jahr 1986 innerhalb eines kleinen Zeitfensters von zwei Tagen vom 4. bis 5. Oktober auf einer kleinen, abgelegenen Insel namens Rokkenjima (六軒島) der Izu-Inseln statt. Auf dieser lebt Kinzo, der Kopf der reichen Ushiromiya-Familie. Als sein Tod näher zu rücken scheint, versammeln sich acht der Familienmitglieder bei einem jährlich abgehaltenen Treffen, um darüber zu beraten, wie das Erbe aufzuteilen sei. Zu ihnen gesellen sich noch drei weitere Familienmitglieder und fünf Bedienstete. Als die ersten Beratungen beginnen, zieht ein Taifun auf, der sie daran hindert, die Insel zu verlassen, während gleichzeitig seltsamste Dinge passieren und einer nach dem anderen ums Leben kommt.
Der Protagonist Battler Ushiromiya, aus dessen Perspektive die Handlung geschildert wird, ist der Sohn von Rudolf, der wiederum der zweite Sohn von Kinzo ist. Battler nahm seit sechs Jahren nicht mehr an dem Treffen teil, da er nach dem Tod seiner Mutter Asumu bei seinen mütterlichen Großeltern aufwuchs und auch deren Nachnamen übernahm. Als seine Großeltern verstarben, zog er zu seinem Vater, dessen zweite Ehefrau Kyrie und seiner Halbschwester Ange. Auf der Insel wird er zunächst mit einer alten Legende über die Hexe Beatrice konfrontiert, die in den Wäldern von Rokkenjima leben soll. So begegnet er gleich in der Eingangshalle einem Porträt von der Hexe, das Kinzo hat anfertigen lassen, zusammen mit einem Epitaph. Auf diesem wird das Gerücht festgehalten, dass Beatrice Kinzo 10 Tonnen Gold hinterlassen haben soll, als die Ushiromiya Familie durch das Große Kantō-Erdbeben im Jahr 1923 vor dem Aus stand. Gleichzeitig soll derjenige das Gold erhalten und Kopf der Familie werden, der das Geheimnis der Schrift der Hexe löst.
Relativ früh im Spiel werden sechs der Gäste ermordet. Falls das Rätsel der Hexe nicht gelöst werden kann, dann sterben nach und nach weitere der zu Beginn 18 anwesenden Charaktere unter mysteriösen Umständen, entsprechend der Vorhersage des Epitaphs, bis die Hexe Beatrice wiedererweckt wird. In diesem Fall ist Battler der einzig Überlebende, der jedoch nicht an Hexen oder Magie glaubt und folglich auch nicht das Tor zum „goldenen Land“ aufstoßen kann. Daraufhin entführt Beatrice den Protagonisten in eine parallele Welt, die Purgatorio genannt wird und einen Überblick über Ereignisse auf Rokkenjima gewährt. Ab diesem Punkt sind beide in einem Spiel verschiedener Auffassungen gefangen. So versucht Battler die Ereignisse mit weltlichen Mitteln zu erklären, während Beatrice dies mit Magie in Verbindung zu bringen versucht. Dabei werden immer wieder verschiedene Argumentationen aufgegriffen, zu denen unter anderen Probatio diabolica, Schrödingers Katze oder der Verschlossene Raum gehören. Falls Beatrice Battler davon überzeugen kann, an Hexen und magische Fähigkeiten zu glauben, hat Battler das Spiel verloren.

### Handlungsabschnitte
Das Spiel gliedert sich in mehrere Handlungsabschnitte, die das Geschehen aus unterschiedlichen Perspektiven aufzeigen und sich verstärkt mit den Hintergründen einzelner Charaktere auseinandersetzen.

#### Umineko no Naku Koro Ni
Legend of the Golden Witch
Aus der Sicht von Battler wird in die Geschehnisse und die Ausgangssituation von Umineko no Naku Koro ni eingeführt. Dieser Abschnitt besitzt ein schlechtes Ende, da alle Familienmitglieder der Ushiromiya entweder umgebracht werden oder spurlos verschwinden.
Turn of the Golden Witch
Trotz nahezu identischem Aufbaus der Handlung wie im ersten Abschnitt wird diesmal detailliert auf die Vergangenheit von Shannon eingegangen und es treten mehr übernatürliche Phänomene in den Vordergrund. Dabei wird ebenfalls auf die Beziehungen Jessica/Kanon, Shannon/George und Maria/Rosa verstärkt eingegangen. Die Erzählperspektive wechselt öfters und teilweise tritt auch ein Erzähler in Erscheinung, der den Eindruck erweckt, ein neutraler allwissender Erzähler zu sein.
Banquet of the Golden Witch
Es werden mehrere neue Charaktere vorgestellt, zu denen Virgilia, Ronove und die Chiesters gehören. Der Fokus liegt diesmal auf Evas und Beatrices Vergangenheit.
Alliance of the Golden Witch
Im Mittelpunkt steht diesmal Ange, die Halbschwester Battlers, und ihr Leben zwölf Jahre nach den Vorfällen auf Rokkenjima. Auch diesmal werden zahlreiche neue Charaktere eingeführt, zu denen Chiester 00, Gaap und weitere Menschen gehören.

#### Umineko no Naku Koro ni Chiru
Die Umineko no Naku Koro ni Chiru (うみねこのなく頃に散) Spiele erzählen den zweiten Teil der Geschichte, dieser beginnt sich immer mehr in den Kern des Mysteriums zu bohren. Dabei sind diese Spiele nicht einfach die Lösungen der ersten vier Abschnitte, sondern erzählen die Geschichte weiter. Sie sollen den Lesern einige Hinweise zur Lösung der ersten vier Abschnitte liefern.
End of the Golden Witch
Im Gegensatz zu den vorherigen Spielen werden die Rollen der Spielteilnehmer von Lambdadelta und Bernkastel übernommen, weil Beatrice keine Kraft mehr zum Kämpfen hat und Battler nur noch als Zuschauer agiert. Im Mittelpunkt stehen diesmal Kinzo, Natsuhi und ein unerwarteter Gast. Ziel dieses Kapitels ist es einen völlig anderen Einblick und eine neue Perspektive auf die Geschichte der Goldenen Hexe zu bekommen.
Dawn of the Golden Witch
In diesem Kapitel wird Battler zum neuen Game Master gekrönt, da er im vorherigen Kapitel “End of the Golden Witch” alle Rätsel der Morde gelöst hat. Nun muss er sich mit seinem selbst kreierten Spiel gegen Erika und Bernkastel behaupten. Währenddessen versucht er mit seiner neuen Macht die verstorbene Beatrice zurückzuholen, doch was herauskommt, sind zwei neue Beatrices, die sich  von der alten Beatrice in Charakter oder in den Erinnerungen unterscheiden. Zudem werden neue Charaktere eingeführt, wie unter anderem Zepar, Furfur und eine neue Hexe namens Featherine Augustus Aurora, die als Rahmenhandlung 1998 Kontakt zu Ange Ushiromiya aufnimmt.
Requiem of the Golden Witch
Dieses Spiel unterscheidet sich grundlegend von den anderen, weil die zwei Hauptcharaktere durch Lion Ushiromiya und Willard H. Wright ersetzt werden, die zusammen im Auftrag von Bernkastel die Motive und Vergangenheit der Geschichte ergründen müssen, um die Rätsel ein für alle Mal zu lösen. Im gesamten Hauptspiel werden demnach keine der Anwesenden auf Rokkenjima getötet. Zu dieser Welt kommt es zustande, weil sich etwas in der Vergangenheit verändert hat und somit Lion nicht stirbt und somit auch keine Legende der Beatrice existiert. Ein weiterer neuer Charakter ist Clair Vaux Bernardus, die als Platzhalterin der wahren Identität von Beatrice dient, um ihre Geschichte zu erzählen.
Twilight of the Golden Witch
Wie auch in Episode 4 Alliance of the golden Witch steht hier Ange Ushiromiya im Mittelpunkt der Handlung. Nachdem in Episode 7 alle Hintergründe offengelegt wurden, erhofft sich Ange nun endlich die einzige Wahrheit der Mordserie zu erfahren, um für sich selbst endlich Frieden zu finden.

## Entstehung und Veröffentlichungen
Das erste Spiel der Reihe Umineko no Naku Koro ni mit dem Titel Legend of the golden witch wurde am 17. August 2007 auf dem Comiket 72 angeboten. Diesem schlossen sich bis zum Comiket 75 am 29. Dezember 2008 drei weitere Teile an. Eine Fortsetzung der Reihe wurde angekündigt und soll den Titel End of the golden witch tragen.
| Titel                        | Publikationsdatum | Comiket    |
| ---------------------------- | ----------------- | ---------- |
| Legend of the golden witch   | 17. August 2007   | Comiket 72 |
| Turn of the golden witch     | 31. Dezember 2007 | Comiket 73 |
| Banquet of the golden witch  | 16. August 2008   | Comiket 74 |
| Alliance of the golden witch | 29. Dezember 2008 | Comiket 75 |
| End of the golden witch      | 15. August 2009   | Comiket 76 |
| Dawn of the golden witch     | 30. Dezember 2009 | Comiket 77 |
| Requiem of the golden witch  | 14. August 2010   | Comiket 78 |
| Twilight of the golden witch | 31. Dezember 2010 | Comiket 79 |

Der Videospieleentwickler Taito veröffentlichte den ersten Teil Legend of the golden witch in einer an Mobiltelefone angepassten Version am 31. März 2009. Unterstützt wurden Mobiltelefone von FOMA 900 oder i703 unterstützten. Zur Portierung des Spiels wurde BREW als Laufzeitumgebung verwendet.
Eine englische Fassung wurde vom Fanprojekt „The Witch Hunt“ zunächst illegal und kostenlos angeboten. Inzwischen sind Übersetzungspatches für alle acht Handlungsabschnitte vorhanden und das Übersetzungsprojekt wird von 07th Expansion offiziell unterstützt.

### Musik
Die ursprüngliche Musik des Spiels wurde von verschiedenen Musikern angefertigt. Darunter fanden sich sowohl professionelle als auch Dōjin Künstler. Dai, der Komponist des Vorgängers Higurashi no Naku Koro ni Kai, übernahm dabei die Leitung der Musikproduktion. Die Titelmusik des Spiels Umineko no Naku Koro ni (うみねこのなく頃に) wurde von Akiko Shikata komponiert und gesungen. Der Titel wurde erstmals als Single auf dem Comiket 74 15. August 2008 angeboten. Später erfolgte eine Veröffentlichung durch Frontier Works am 29. August 2008.
Der Titel Occultics no Majo (オカルティクスの魔女, Okarutikusu no Majo) bildete den Vorspann von Umineko no Naku Koro ni Chiru und wurde von Ayumu von der Band Zwei interpretiert.
Am 26. August 2009 soll ein Soundtrack zu dem Kapitel Legend of the golden witch erscheinen, der selbst den Namen Essence trägt.

## Adaptionen

### Manga
Die Spiele wurden durch mehrere Mangas adaptiert. Eine erste Veröffentlichung als Mangareihe, die von Kei Natsumi gezeichnet wurde und den Abschnitt Legend of the golden witch umfasste, wurde von Square Enix im Manga-Magazin Gangan Powered publiziert. Das erste Kapitel der noch immer fortlaufenden Serie wurde in der Januar 2008 Ausgabe abgedruckt, die sich seit dem 22. Dezember 2007 im Handel befand. Die bisher veröffentlichten Kapitel wurden zu 3 Tankōbon-Ausgaben zusammengefasst, die seit dem 21. Juni 2008 erschienen.
- Umineko no Naku Koro ni Episode 1: Legend of the golden witch 1 (21. Juni 2008, ISBN 978-4-7575-2309-8)
- Umineko no Naku Koro ni Episode 1: Legend of the golden witch 2 (22. Dezember 2008, ISBN 978-4-7575-2445-3)
- Umineko no Naku Koro ni Episode 1: Legend of the golden witch 3 (22. Juni 2009, ISBN 978-4-7575-2589-4)

Eine Adaption von Turn of the golden witch wurde von Jirō Suzuki gezeichnet und ebenfalls von Square Enix veröffentlicht. Der Manga erschien jedoch im Magazin GFantasy und läuft dort seit dem 18. Juli 2008. Eine erste Veröffentlichung als Tankōbon erfolgte am 21. Juni 2008.
- Umineko no Naku Koro ni Episode 2: Turn of the golden witch 1 (21. Juni 2008, ISBN 978-4-7575-2590-0):
Ein Yonkoma mit dem Titel Umineko Biyori – Rokkenjima e Yōkoso!! (うみねこびより.～六軒島へようこそ!!~) wurde von Makoto Fugetsu illustriert und erschien vom 1. März 2008 bis zum 2. März 2009 innerhalb von Ichijinshas Magazin Manga Palette Lite. Eine Zusammenfassung der Strips erfolgte in Form eines Tankōbon, welches am 22. Juni 2009 veröffentlicht wurde.

- Umineko Biyori – Rokkenjima e Yōkoso!! (22. Juni 2009, ISBN 978-4-7580-8048-4)
Ein weiterer Manga Umineko Dōri no Peru-san (うみねこ通りのペルさん) wurde von Satoshi Shinkyo gezeichnet und wurde von November 2008 bis zur Mai-Ausgabe 2009 des Magazins Comp Ace abgedruckt, das von Kadokawa Shoten veröffentlicht wird.[7]

Der von Yuki Hiiro gezeichnete Manga Umineko no Naku Koro ni EpisodeX Rokkenjima of Higurashi crying stellt eine Vermischung der Charaktere aus Umineko no Naku Koro ni und Higurashi no Naku Koro ni dar und wird seit dem 26. Januar 2009 im Magazin Dengeki G's Festival! Comic abgedruckt, das von ASCII Media Works herausgegeben wird.

### Hörspielreihe
Am 24. Juni 2009 begann Frontier Works mit der Veröffentlichung einer Reihe von Hörspielen, die von den gleichen Seiyū gesprochen werden wie in der Adaption als Anime.
- Kogane no Kakeratachi (黄金のカケラたち, 24. Juni 2009)
- Kogane Chō no Miru Yume (黄金蝶の見る夢は, 23. Juli 2009)

### Romanreihe
Kōdansha Box begann mit einer Umsetzung des Spiels als Romanreihe, die von 07th Expansion geschrieben wird. Die erste Veröffentlichung, die am 1. Juli 2009 erschien, befasste sich inhaltlich mit der ersten Hälfte des Kapitels Legend of the golden witch. Eine zweite Veröffentlichung ist für den August 2009 geplant, der sich noch weitere Veröffentlichungen anschließen sollen.
- Umineko no Naku Koro ni – Episode 1: Legend of the golden witch (jō) (うみねこのなく頃に 〜Episode1〜 Legend of the golden witch(上), 1. Juli 2009, ISBN 978-4-06-283719-4)

### Anime
Unter der Regie von Chiaki Kon adaptierte Studio Deen, im Auftrag von Frontier Works, das Computerspiel als Anime-Fernsehserie mit dem gleichnamigen Titel Umineko no Naku Koro ni. Die künstlerische Leitung übernahm Junichi Higashi, während Yoko Kikuchi als Charakterdesigner an der groben Vorlage von 07th Expansion orientierte. Während Studio Deen die Leitung der Produktion übernahm, wurden bestimmte Teilaufgaben an andere Unternehmen ausgelagert. So erstellte Umidori die in manchen Szenen verwendeten 3D-Animationen. Studio Easter erstellte in gewohnter Rolle, wie bei vielen anderen Produktionen, die Hintergrundbilder der einzelnen Schauplätze. Die Erstellung der Schlüsselbild-Animation wurde auf mehrere Studios ausgelagert. Zu diesen gehörten Anime R, Hebarki, Studio Create und Studio Liberty.
In Japan wurde die 26-teilige Serie erstmals von Chiba TV seit dem 1. Juli 2009 übertragen. Weitere Sender wie AT-X, KBS, Sun TV, TV Aichi, TV Kanagawa und TV Saitama begannen einige Tage später ebenfalls mit der Ausstrahlung der Serie.
Der Vorspann der Serie wurde mit dem Titel Katayoku no Tori (片翼の鳥), gesungen von Akiko Shikata unterlegt. Die Musik des Abspanns wurde von Jimang gesungen, der den Titel La Divina Tragedia: Makyoku (la divina tragedia~魔曲~) interpretierte. Da sowohl der Vor- als auch der Abspann eine ungefähre Länge von eineinhalb Minuten haben, wurden die Titel entsprechend gekürzt. Es wurde angekündigt, dass beide Titel in voller Länge am 19. August und 16. September 2009 als Single erscheinen sollen.

#### Synchronisation
| Rolle              | japanische Sprecher (Seiyū) |
| ------------------ | --------------------------- |
| Battler Ushiromiya | Daisuke Ono                 |
| Jessica Ushiromiya | Marina Inoue                |
| Beatrice           | Sayaka Ohara                |
| Maria Ushiromiya   | Yui Horie                   |
| George Ushiromiya  | Kenichi Suzumura            |
| Bernkastel         | Yukari Tamura               |
| Lambdadelta        | Fuyuka Ōura                 |
| Ange Ushiromiya    | Rina Satō                   |